# Think About the Way
Singles de Ice MC
Take Away the Colour
(1994) It's a Rainy Day
(1994)
Pistes de Ice'n'Green
Take Away the Colour
(3) Look After Nature
(5)
Think About the Way est une chanson du chanteur britannique Ice MC sortie le 18 mars 1994. 2e single extrait de son 3e album studio Ice'n'Green, la chanson a été écrite et produite par Roberto Zanetti. Le refrain de Think About the Way est interprété par la chanteuse Alexia. Le single atteint la top 10 en Belgique (Flandre), en Italie, en Espagne et en Suisse. Au Royaume-Uni et en Irlande, le single sort crédité "Think About the Way (Bom Digi Bom...)", le titre fait référence aux premiers mots du 1er verset prononcés par Ice MC.
En 1996, Think About the Way ressort en single puis en 2002 en version remixée. En 2007, crédité sous Frisco Vs Ice MC.
Think About the Way est utilisée en musique de bande d'annonce du film écossais Trainspotting.

## Liste des pistes
Voici les format et liste des pistes du single Think About the Way.
| CD maxi - Allemagne, Belgique, France, Italie, Suède 1. "Think About the Way" (radio mix) — 4:16 2. "Think About the Way" (extended mix) — 7:08 3. "Think About the Way" (doop dibby dub mix) — 3:20 4. "Think About the Way" (a cappella) — 4:16 CD maxi - UK 1. "Think About the Way" (original radio edit) — 4:19 2. "Think About the Way" (LuvDup "Cliffy" vocal mix) — 7:09 3. "Think About the Way" (Jules & Skins pumped up club mix) — 5:55 4. "Think About the Way" (original extended Italian mix) — 7:12 5. "Think About the Way" (doop dibby dub) — 3:19 6. "Think About the Way" (Jules & Skins dattman reggae jam) — 6:16 CD maxi - U.S. / 12" maxi - Allemagne 1. "Think About the Way" (noche de luna mix) — 6:22 2. "Think About the Way" (dattman reggae jam) — 6:17 3. "Think About the Way" (extended mix) — 7:12 4. "Think About the Way" (pumped up club mix) — 5:54 5. "Think About the Way" (LuvDup mix) — 7:09 6. "Think About the Way" (pumped up with girl) — 3:58 CD maxi - Canada 1. "Think About the Way" (radio mix) — 4:17 2. "Think About the Way" (extended mix) — 7:10 3. "Think About the Way" (noche de luna mix) — 6:22 4. "Think About the Way" (dattman reggae jam) — 6:14 5. "Think About the Way" (LuvDup dub) — 7:03 6. "Think About the Way" (pumped up club mix) — 5:51 7. "Think About the Way" (LuvDup remix) — 7:03 8. "Think About the Way" (pumped up with girl) — 5:53 | 12" maxi - Belgique, Italie, France, Allemagne 1. "Think About the Way (extended mix) — 7:08 2. "Think About the Way (doop dibby dub mix) — 3:20 3. "Think About the Way (radio mix) — 4:16 4. "Think About the Way (acapella) — 4:16 (track not available for France and Germany) CD maxi - Remixes - Allemagne 1. "Think About the Way" (noche de luna mix) — 6:22 2. "Think About the Way" (dattman reggae) — 6:18 3. "Think About the Way" (pumped up club mix) — 5:54 CD maxi - Remixes - Italie 1. "Think About the Way" (radio mix) — 4:16 2. "Think About the Way" (noche de luna mix) — 6:22 3. "Think About the Way" (dattman reggae jam) — 6:18 4. "Think About the Way" (LuvDup dub) — 7:10 5. "Think About the Way" (pumped club mix) — 5:54 6. "Think About the Way" (LuvDup remix) — 7:10 7. "Think About the Way" (pumped up with girl) — 5:58 CD maxi - UK 1. "Bom Digi Bom (Think About the Way)" (radio edit) — 3:48 2. "Bom Digi Bom (Think About the Way)" (original extended mix) — 7:12 3. "Bom Digi Bom (Think About the Way)" (the Dyme Brothers mix) — 6:05 4. "Bom Digi Bom (Think About the Way)" (Jules & Skins pumped up club mix) — 5:55 5. "Bom Digi Bom (Think About the Way)" (LuvDup 'Cliffy' vocal mix) — 7:09 6. "Bom Digi Bom (Think About the Way)" (doop dibby dub) — 3:19 12" maxi - UK 1. "Bom Digi Bom" (the Dyme Brothers mix) — 6:05 2. "Bom Digi Bom" (original extended mix) — 7:12 3. "Bom Digi Bom" (LuvDup 'Cliffy' vocal mix) — 7:09 4. "Bom Digi Bom" (the Dyme Brothers dub) |

## Classement par pays
| Classement (1994)                         | Meilleure position |
| ----------------------------------------- | ------------------ |
| Autriche (Ö3 Austria Top 40)              | 22                 |
| Belgique (VRT Top 30 Flanders)            | 3                  |
| France (SNEP)                             | 14                 |
| Allemagne (Media Control Charts)          | 14                 |
| Irlande (IRMA)                            | 20                 |
| Italie (FIMI)                             | 3                  |
| Pays-Bas (Mega Top 100)                   | 11                 |
| Espagne (AFYVE)                           | 6                  |
| Suède (Sverigetopplistan)                 | 13                 |
| Suisse (Schweizer Hitparade)              | 10                 |
| Royaume-Uni (The Official Charts Company) | 42                 |
| Classement (1996)                         | Meilleure position |
| Royaume-Uni (The Official Charts Company) | 38                 |
| Classement (2007) 1                       | Meilleure position |
| Finlande Classement single                | 7                  |

1 sous "Frisco Vs Ice MC"